# Тоще Виктор Кузьмич
Виктор Кузьмич Тоще — профессор зоотехники.

## Биография
Виктор Тощев родился 7 декабря 1930 год в деревне Задоновск, Иркутской области. В семье их 12 братьев и сестр, на 2025 год осталось 5 человек из этой семьи — 2 сестры и 3 брата. В детские годы Виктор помогал родителям по хозяйству и учился в местной сельской школе, которую окончил в 1941 году .

### В годы войны
22 июня 1941года, когда началась Великая Отечественная война, Виктору было 11 лет. Отец, Кузьма Михайлович, был сразу призван в армию и вернулся через год с двумя ранениями. За время его отсутствия Виктор трудился в колхозе и помогал матери.
После окончания войны Виктор поступил в Иркутский сельскохозяйственный институт, который окончил в 1950 год, а затем продолжил обучение в Иркутский сельскохозяйственный институт, который завершил в 1957 год.

## Карьера
После окончания института Тощев преподавал в Иркутский сельскохозяйственный институт С 1960 по 1969 годы он работал в Иркутской области, а затем был командирован в Монголия, где занимался организацией племенной работы с овцами. В 1966 год под руководством профессора Л. М. Герасимова он защитил кандидатскую диссертацию.
С 1969 год Тощев стал заведующим отделом технологии романовского овцеводства Ярославский научно-исследовательский институт. В 1973 год он окончил общественный университет рабочих и сельских корреспондентов при редакции газеты «Северный рабочий» и правлении Ярославской областной организации Союза журналистов СССР.
В 1974 год Виктор Кузьмич переехал в Марийская АССР, где стал заведующим региональным отделением романовского овцеводства Всесоюзного НИИ овцеводства и козоводства. В 1982 год он защитил докторскую диссертацию по теме «Научные основы производства продукции романовского овцеводства» в Донской сельскохозяйственный институт.

## Научная деятельность и педагогическая работа
С 1983 по 2013 год Виктор Кузьмич преподавал на кафедре частной зоотехнии в Марийский государственный университет, с 1993 по 1998 год был заведующим кафедрой. За годы своей работы он подготовил 5 кандидатов сельскохозяйственных наук, а также опубликовал более 240 научных и методических работ, в том числе 4 монографии и 15 учебных пособий.
Особое внимание Виктор Кузьмич уделял внедрению практических знаний, разработав 14 планов племенной работы с овцами и молочными козами, которые были реализованы в хозяйствах Ярославская область и Марийская АССР.

## Награды и звания
За выдающийся вклад в развитие зоотехнической науки и подготовку кадров для сельского хозяйства Виктор Кузьмич был удостоен множества наград. В 1991 год ему было присвоено звание Заслуженный зоотехник Марийской АССР, в 1992 год — ученое звание профессора, а в 2007 год он был награждён знаком «Почётный работник высшего профессионального образования Российской Федерации». Также Виктор Кузьмич получил медали и почётные грамоты за труд в Великая Отечественная война и многолетнюю профессиональную деятельность.

## Личная жизнь
Виктор Кузьмич был женат, воспитал детей и продолжает активно участвовать в жизни своего региона и научной деятельности. С 2013 год на пенсии.

## Публикации
- Овцеводство. Учебник для вузов — Виктор Кузьмич Тощев. Царегородцева Е. В. Москва: Издательство Юрайт, 2025. ISBN 978-5-534-13466-7.
- Козоводство. Учебное пособие для вузов — Виктор Кузьмич Тощев. Царегородцева Е. В. Москва: Издательство Юрайт, 2025. ISBN 978-5-534-21022-4.
- Овцеводство и козоводство. Практический курс: учебное пособие для вузов — Виктор Кузьмич Тощев. Царегородцева Е. В. Москва: Издательство Юрайт, 2025. ISBN 978-5-534-20204-5.
- Технология производства продукции козоводства. Учебное пособие для вузов — Виктор Кузьмич Тощев. Москва: Издательство Юрайт, 2025. ISBN 978-5-534-21024-8.

## Учебные пособия для среднего профессионального образования
- Основы зоотехнии: овцеводство. Учебник для СПО — Виктор Кузьмич Тощев. Царегородцева Е. В. Москва: Издательство Юрайт, 2025. ISBN 978-5-534-13981-5.
- Основы зоотехнии: козоводство. Учебное пособие для СПО — Виктор Кузьмич Тощев. Царегородцева Е. В. Москва: Издательство Юрайт, 2025. ISBN 978-5-534-21023-1.
- Основы зоотехнии: овцеводство и козоводство. Практический курс: учебное пособие для СПО — Виктор Кузьмич Тощев. Царегородцева Е. В. Москва: Издательство Юрайт, 2025. ISBN 978-5-534-20206-